# 2-甲基-2-丁烯
2-甲基-2-丁烯是一种烯烃，化学式C5H10。它可用作芳香烃的叔丁基化试剂。
英国医学家约翰·斯诺在1840年代尝试将2-甲基-2-丁烯用作麻醉剂，但由于未知原因停止使用。

## 制备
2-甲基-2-丁烯可以由2-甲基-2-丁醇或新戊醇脱水而成。

## 性质
2-甲基-2-丁烯是一种高度易燃、挥发性的无色液体，难溶于水。